# Новая земля (поэма)
«Новая земля» («Новая зямля») — лирико-эпическая поэма Якуба Коласа, написанная в 1911—1923 годах, первое белорусское поэтическое произведение такого формата.

## История создания
Сидя в Минской тюрьме, Якуб Колас в течение марта-мая 1911 года написал юмористический рассказ в стихах «Как мой дядя ездил в Вильнюс и что он там видел». Позднее этот рассказ вошёл в поэму «Новая Земля» в виде трёх глав (XXVII—XXIX: «По дороге в Вильнюс», «Дядя в Вильнюсе», «На Замковой горе»).
Там же, в тюрьме, в июне-сентябре 1911 года были написаны главы «Лесной пост», «Воскресное утро», «За столом», «На первом хуторе», «Пиебары», «У землянки», «Дядя-повар», «Смерть лесника» (I—VIII), и частично — «Директор» (XIV).
После освобождения из заключения Якуб Колас на несколько лет прекратил работу над поэмой — в связи с учительской деятельностью и службой в царской армии.
Последние главы поэмы были написаны во время эвакуации в Курскую губернию (1918—1921), а завершена она была в Минске в 1923 году и в том же году издана минским издательством "Белорусское кооперативное общество «Советская Беларусь».
Второе издание вышло в 1927 году (Белорусское государственное издательство). В 1928 году отдельной книгой опубликована в Вильнюсе.
В 1934 году вышел в свет русский перевод:
- Новая земля: Поэма / Якуб Колас ; Авториз. пер. Сергея Городецкого ; Предисл. автора ; Худож. В. Волков. — Москва : Сов. лит-ра, 34 [на суп.-обл.: 1933] (11 тип. и школа ФЗУ Мособлполиграфа). — Суп.-обл., переплет, 179, [2] с. : ил.; 17х13 см.

В 1949 году издан новый перевод:
- Новая земля [Текст] : Поэма : Авториз. пер. с белорус. / Якуб Колас ; Ред., [предисл.] и обработка перевода П. Семынина; [Ил.: А. Волков]. — Минск : Гос. изд-во БССР, Ред. худож. лит., 1949 (тип. им. Сталина). — 294 с., 9 л. ил. : ил.; 20 см.

Полностью на белорусском и русском языках поэма издана только в 2002 году:
- Новая зямля = Новая земля : паэма / Якуб Колас; з іл. В. Шаранговіча. — Мінск : Беларус. фонд культуры, 2002. — 902, [1] с. : цв. ил.; 27 см; ISBN 985-6523-08-7

## Сюжет
Прототипами главных героев являются родители Якуба Коласа: Михал Казимиравич и Анна Юрьевна Мицкевич и его дядя Антось. Сам автор вложил свои черты в образ Костуса, одного из сыновей Михала. История покупки земли, которая является основной сюжетной линией поэмы, произошла на самом деле, хотя в жизни она имела некоторые отличия (земельный участок на самом деле был куплен).
Многие персонажи показаны под настоящими фамилиями своих прототипов, а топонимия произведения сохранила названия реальных мест: местечек, городов, рек и т. д.
В первой части поэт описывает праздничное летнее утро в доме лесника Михала. Главный герой рассказывает о том, что в каком-то далеком, неизвестном местечке Заблонное продается плодородная земля, которая могла бы принести спасение от рабской лесной службы. Было решено увидеть Заблонное своими глазами… 
Затем автор совершает экскурс в прошлое героя (главы IV—XXV). Сначала описываются тяжелая судьба Михала, его переживания, пренебрежительное отношение к нему хозяев лесного имения. Говорится о его многолетней мечте «купить землю, приобрести свой угол, чтобы распутать оковы панов» Описывается жизнь семьи Михала во всём её многообразии. Затем глава «Обследование земли» (XXVI) возвращает читателя к разговору за столом. После этого состоялась поездка Антося в Вильнюс.
Братья осмотрели землю, дядя Антось начал оформлять необходимые документы в земельном банке. Но тут Михал тяжело заболел — это произошло совершенно неожиданно. Через некоторое время он умер, так и не осуществив свою мечту.

## Герои
Михал — главный герой поэмы. Работая лесником в большом имении князя Радзивила, он вынужден делать всё, что прикажет хозяин. Несмотря на то, что Михал был прилежным исполнителем воли господина, он часто слышал оскорбления, видел пренебрежительное отношение. Все это вызвало страстный протест в его душе. Небольшой унаследованный надел не позволял ему прокормить семью, и поэтому желание купить землю стало самой большой мечтой. Михал — яркий, новаторский образ белоруса, несущий в себе лучшие черты национального характера — трудолюбие, стремление к свободе и справедливости, благородство, высокую духовность, терпение, доброту и чувство человеческого достоинства, стремление жить в согласии с соседями, помогать ближнему.
Анна — жена Михала, типичный пример бережливой белорусской крестьянки, старательной работницы и заботливой матери. В её образе раскрываются такие черты, как наблюдательность, расчетливость, предусмотрительность, способность понимать обстоятельства и давать им трезвую оценку.
Дядя Антось — брат Михала и его верный помощник во всех делах. Он разделил с семьей лесника все радости и невзгоды. В нём проявляются такие качества, как тщательность и аккуратность, умение и настойчивость, трудолюбие и терпение.
В поэме описана и внешность дяди: невысокий рост, коренастая фигура, усы, короткий и толстый нос. Показаны доброта и сострадание Антося, его заботливое отношение к детям Михала и Анны, его умение ладить с ними, быть их советчиком, судьей, воспитателем, другом, опекуном.
Среди прочего Якуб Колас в своей поэме затрагивает тему крестьянского пьянства, рассказывает о белорусских народных обычаях, описывает светские и религиозные праздники, сельскохозяйственные «технологии» и многое другое. Детальность и внимание к каждой этнографической детали оживляют героев, дают читателю полное представление о крестьянской жизни тех лет.

## Влияние на культуру
В 1980 году Юрий Семеняка написал одноименную оперу по либретто Алеся Петрошкевича. Она была поставлена на сцене Белорусского театра оперы и балета в 1982 году.
В 1982 году по мотивам поэмы на Минской студии «Телефильм» при Гостелевидении БССР был снят телефильм «Новая Земля» с Татьяной Мархель , Евгением Шипилой и Анатолием Жуком в главных ролях.
Издания поэмы иллюстрировали многие известные художники. Среди них Алексантэры Ахола-Вало (2-е издание, 1927 г.), Георгий Поплавский, Арлен Кашкуревич.